# Старый Загоров
Ста́рый Заго́ров (укр. Стари́й Заго́рів) — село в Локачинской поселковой общине Владимирского района Волынской области Украины.
До 2020 года входило в Локачинский район.
Код КОАТУУ — 0722485201. Население по переписи 2001 года составляет 747 человек. Почтовый индекс — 45534. Телефонный код — 3374. Занимает площадь 2,341 км².